# Lago Mai-Indombe
O lago Mai-Indombe ou lago Mai-Ndombe é um grande lago de água doce localizado na província de Mai-Indombe, no oeste da República Democrática do Congo. Desagua para sul através do rio Fimi, que depois drena para o Cassai e este para o Congo. Era conhecido até 1972 como lago Leopoldo (em homenagem ao rei Leopoldo II da Bélgica). Mai-Indombe significa "água negra" na língua lingala. Tem forma irregular e varia em profundidade de apenas 5 m (em média) até um máximo de 10. Cobre aproximadamente 2300 km², e aumenta para o dobro ou triplo de extensão durante a época das chuvas. As suas águas são oxigenadas através da sua profundidade e os intervalos de pH vão de 4,2 a 5,5. As margens baixas e florestadas que o rodeiam têm densa floresta equatorial húmida, predominantemente no norte, e um mosaico de bosques e savanas na parte sul. O lago integra a região denominada Tumba-Ngiri-Maindombe, que é a mais vasta zona húmida de importância internacional reconhecida pela Convenção de Ramsar.
Estudos científicos têm revelado a existência de uma grande biodiversidade dentro e em redor do lago, com animais muito variados: duas espécies de lontra, mangusto-dos-pântanos, musaranho-lontra, inúmeras aves aquáticas, crocodilos e tartarugas são alguns dos animais que o habitam.
Em 28 de novembro de 2009, duas embarcações afundaram-se no lago, tendo causado a perda de 73 vidas. O lago Mai-Indombe e o sistema fluvial associado são frequentemente usados para transporte de pessoas e bens, porque o sistema rodoviário terrestre é inadequado. Muitos ferries de passageiros transportam centenas de pessoas todos os dias. Muitos desses barcos são antigos e não são mantidos. No sábado, 25 de maio de 2019, uma balsa de passageiros com mais de 350 passageiros afundou-se quando ocorriam ventos fortes. Mais de 45 passageiros morreram no primeiro dia e mais de cem foram contados como desaparecidos. Em resposta, o governo disse que proibiria barcos de passageiros de madeira com mais de 5 anos de atravessar o lago.

## Galeria

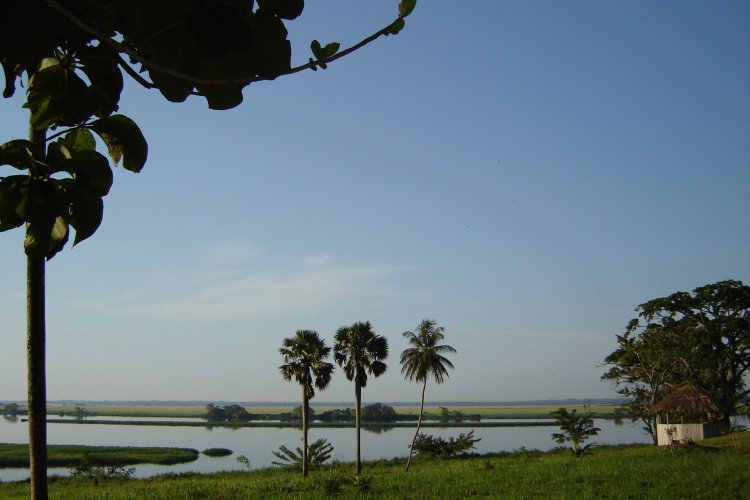
Margem do lago Mai-Indombe.
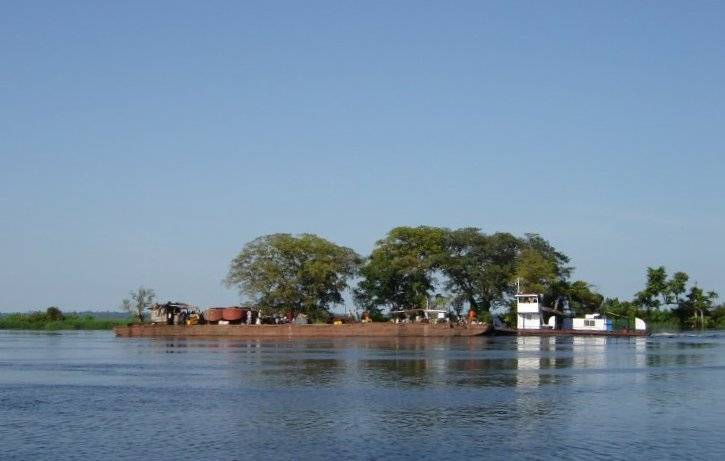
Lago Mai-Indombe.
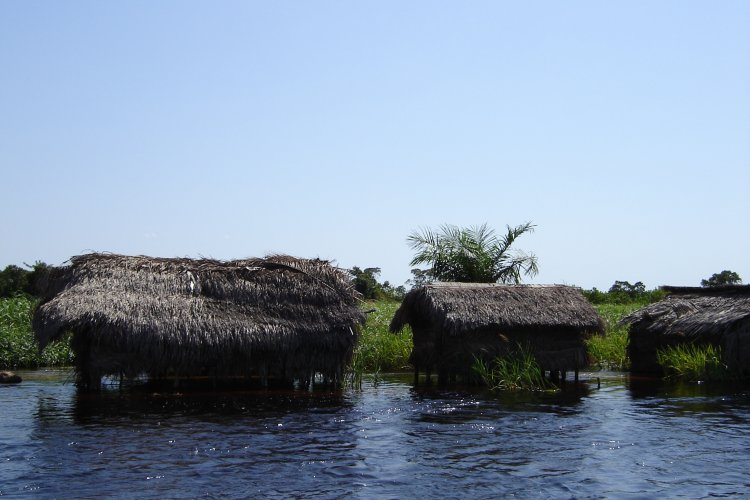
Lago Mai-Indombe.
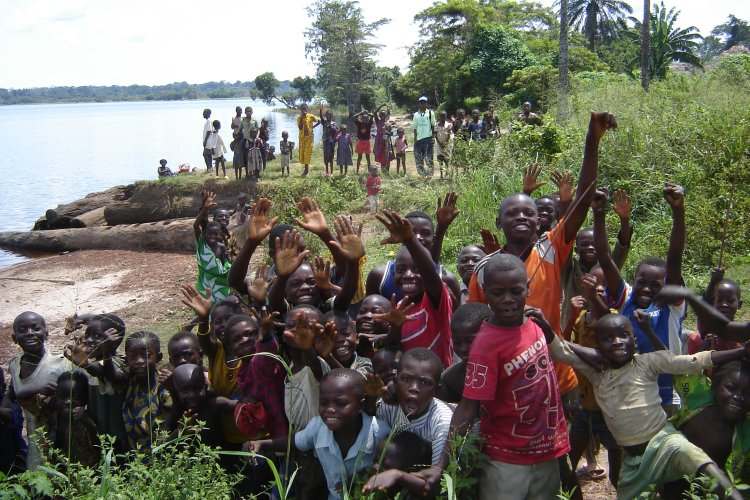
Na margem do lago Mai-Indombe.
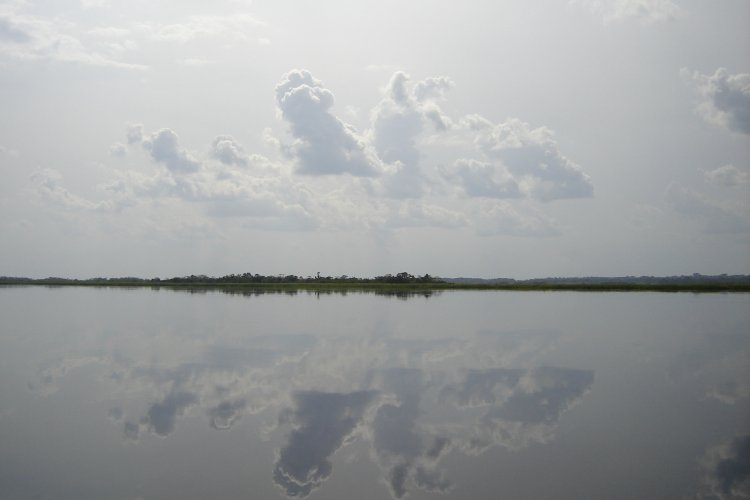
Lago Mai-Indombe.